# Alto do Talefe
Alto do Talefe, ou simplesmente Talefe, é o ponto mais alto da Serra da Cabreira, com uma altitude em relação ao nível do mar de 1262 metros.